# Grupa Trzy Oczy
Grupa Trzy Oczy – grupa polskich malarzy współczesnych, działająca w latach 1986–2004.

## Historia
Grupa artystyczna utworzona w roku 1986 przez ówczesnych studentów wydziałów Grafiki i Malarstwa krakowskiej ASP. Aktywna przez następne 18 lat, szczególnie w drugiej połowie lat 90. Członkowie: Joanna Kaiser, Andrzej Kozyra, Marek Kubik, Maja Maciejewska, Maja Nieniewska, Andrzej Plaskowski, Mirek Sikorski, Dąbrówka Sobocka, Oktawian Steliga, Darek Vasina. Wspólną i rozpoznawalną cechą była figuratywność, ekspresja gestu i koloru, subiektywność i emocjonalność, a także wierność klasycznym technikom malarstwa, rysunku, grafiki i rzeźby.

## Wystawy
- 1986: “Grupa Trzy Oczy”, ASP Kraków.
- 1987: “Grupa Trzy Oczy”, Galeria Farbiarnia, Kraków.
- 1992: “Nowy Wrzesień”, Galeria Este, Kraków[2].
- 1992: “Drei Augen”, Instytut Polski, Berlin.
- 1994: “Grupa Trzy Oczy”, Włoski Instytut Kultury, Kraków.
- 1994: ”Trzy Oczy“, Związek Plastyków, Kijów.
- 1996: “Trzy Oczy – Rysunki”, Włoski Instytut Kultury, Kraków.
- 1996: ”Androgyn“, Galeria Format, Kraków[3]
- 1998: “Grupa Trzy Oczy”, Galeria Garbary, Poznań[4]
- 1999: “Grupa Trzy Oczy – Malarstwo”, Galeria Format, Kraków.
- 1999: “Grupa Trzy Oczy – Rysunek”, Galeria Este, Kraków[5][6].
- 1999: “Grupa Trzy Oczy“, Muzeum Sztuki Współczesnej w Radomiu[1]
- 1999: “Grupa Trzy Oczy”, Instytut Polski w Rzymie[7]
- 2001: “Trzy Oczy Group”, Salena Gallery, Long Island University, Nowy Jork[8].
- 2002: “Grupa Trzy Oczy”, Galeria Pi, Kraków.
- 2003: ”Trzy Oczy“, Fundacja Dynamis, Kraków
- 2008: "Nieistniejąca Grupa Trzy Oczy", Galeria Miejska, Zakopane[9][10],
- 2008: "Nieistniejąca Grupa Trzy Oczy", Turlej Gallery, Kraków.